# هایدی پدرسن
هایدی پدرسن (انگلیسی: Heidi Pedersen؛ زادهٔ ۱۹ نوامبر ۱۹۷۹) بازیکن فوتبال اهل نروژ است.
وی همچنین در تیم‌های ملی فوتبال Norway women's national under-16 football team, Norway women's national under-18 football team, Norway women's national under-20 football team, Norway women's national under-21 football team، و زنان نروژ بازی کرده‌است.